# ФК Шабарија
ФК Шабарија (мађ. Sabaria FC), је био мађарски фудбалски клуб из Сомбатхеља, Мађарска.

## Историја клуба
ФК Шабарија је дебитовао у првој мађарској лиги у сезони 1926/27. и првенство завршио на четвртом месту.

## Историјат имена
- 1912-1912: ФК Челик Сомбатхељ
- 1912–1913: ФК Фискултурни клуб занатлија трговаца и радника Сомбатхељ
- 1913–1926: ФК Атлетски клуб Сомбатхељ
- 1926–1929: ФК Фудбалска задруга Шабариа (Sabaria Labdarúgók Szövetkezete)
- 1929–1932: ФК Шабарио (Sabaria Football Club)
- 1932–1945: ФК Сомбатхељ
- 1945–1946: ФК Пријатељство Сомбатхељ АК
- 1946–1949: ФК Сомбатхељ АК
- 1949: ујединио се са ФК Сомбатхељ Кожара (Szombathelyi Bőrgyár) и ФК Сомбатхељ Текстил (Szombathelyi Textil)